# John Richards (Politiker, 1753)
John Richards (* 18. April 1753 in New Hanover, Montgomery County, Province of Pennsylvania; † 13. November 1822 ebenda) war ein US-amerikanischer Politiker. Zwischen 1795 und 1797 vertrat er den Bundesstaat Pennsylvania im US-Repräsentantenhaus.

## Werdegang
John Richards war der ältere Bruder des Kongressabgeordneten Matthias Richards (1758–1830). Er genoss eine private Schulausbildung. In den 1770er Jahren schloss er sich der amerikanischen Revolution an. Während des Unabhängigkeitskrieges fungierte er als Richter (Magistrate). Im Jahr 1777 wurde er Friedensrichter im Philadelphia County. Dieses Amt bekleidete er neben seinen anderen Tätigkeiten bis zu seinem Tod. 1784 wurde er im Montgomery County Berufungsrichter und im Jahr 1787 nahm er als Delegierter an der Philadelphia Convention teil. Politisch wurde er Mitglied der Ende der 1790er Jahre von Thomas Jefferson gegründeten Demokratisch-Republikanischen Partei.
Bei den in Kongresswahlen des Jahres 1794 wurde Richards im vierten Wahlbezirk von Pennsylvania in das damals noch in Philadelphia tagende US-Repräsentantenhaus gewählt, wo er am 4. März 1795 sein neues Mandat antrat. Da er im Jahr 1796 auf eine weitere Kandidatur verzichtete, konnte er bis zum 3. März 1797 nur eine Legislaturperiode im Kongress absolvieren. Nach seiner Zeit im US-Repräsentantenhaus betätigte sich Richards in der Eisenverarbeitung, im Handel und in der Landwirtschaft. Zwischen 1801 und 1807 gehörte er dem Senat von Pennsylvania an. Er starb am 13. November 1822 in New Hanover.